# Raloxifene
Raloxifene, được bán dưới tên thương hiệu Evista trong số những người khác, là một loại thuốc dùng để ngăn ngừa và điều trị loãng xương ở phụ nữ sau mãn kinh và những người dùng glucocorticoids.  Đối với bệnh loãng xương, nó ít được ưu tiên hơn bisphosphonates. Nó cũng được sử dụng để giảm nguy cơ ung thư vú ở những người có nguy cơ cao.  Nó được dùng bằng đường uống.
Các tác dụng phụ thường gặp bao gồm bốc hỏa, chuột rút ở chân, sưng và đau khớp. Tác dụng phụ nghiêm trọng có thể bao gồm cục máu đông và đột quỵ.  Sử dụng trong khi mang thai có thể gây hại cho em bé.  Thuốc có thể làm nặng thêm các triệu chứng kinh nguyệt. Raloxifene là một bộ điều biến thụ thể estrogen chọn lọc (SERM) và do đó là một chất chủ vận - chất đối vận hỗn hợp của thụ thể estrogen (ER).  Nó có tác dụng estrogen trong xương và tác dụng chống estrogen ở vú và tử cung.
Raloxifene được chấp thuận cho sử dụng y tế tại Hoa Kỳ vào năm 1997. Nó có sẵn như là một loại thuốc gốc.   Một tháng cung cấp ở Vương quốc Anh tiêu tốn của NHS khoảng 3,50 £ vào năm 2019. Tại Hoa Kỳ, chi phí bán buôn của số tiền này là khoảng 16 USD. Năm 2016, đây là loại thuốc được kê đơn nhiều thứ 294 tại Hoa Kỳ với hơn một triệu đơn thuốc.

## Sử dụng trong y tế
Raloxifene được sử dụng để điều trị và phòng ngừa loãng xương ở phụ nữ mãn kinh. Nó cũng được sử dụng để giảm nguy cơ và điều trị ung thư vú xâm lấn, và nó cũng làm giảm mật độ vú. Thuốc được sử dụng với liều 60   mg/ngày cho cả phòng ngừa và điều trị loãng xương và phòng ngừa ung thư vú. Raloxifene với liều 60   mg/ngày là một số lượng ít hiệu quả trong phòng ngừa ung thư vú hơn 20   mg/ngày tamoxifen. Đối với việc điều trị hoặc phòng ngừa loãng xương, nên bổ sung calci và vitamin D vào chế độ ăn nếu không đủ lượng hàng ngày.
Raloxifene đã được tìm thấy là có hiệu quả trong điều trị gynecomastia (phát triển vú nam) ở thanh thiếu niên.

## Chống chỉ định
Raloxifene chống chỉ định ở phụ nữ cho con bú hoặc phụ nữ đang hoặc có thể mang thai . Nó cũng có thể là mối quan tâm đối với những phụ nữ có tiền sử hoạt động hoặc trong quá khứ của các biến cố huyết khối tĩnh mạch, bao gồm huyết khối tĩnh mạch sâu, tắc mạch phổi và huyết khối tĩnh mạch võng mạc.

## Tác dụng phụ
Các tác dụng phụ thường gặp của raloxifene bao gồm bốc hỏa, khô âm đạo và chuột rút ở chân. Raloxifene không gây đau vú, tăng sản nội mạc tử cung, chảy máu kinh nguyệt hoặc ung thư nội mạc tử cung. Nó dường như không ảnh hưởng đến nhận thức hoặc bộ nhớ. Raloxifene là một teratogen; tức là nó có thể gây ra những bất thường về phát triển như dị tật bẩm sinh.
Raloxifene có thể không thường xuyên gây ra cục máu đông nghiêm trọng hình thành ở chân, phổi hoặc mắt. Các phản ứng khác bao gồm sưng/đau chân, khó thở, đau ngực và thay đổi thị lực. Cảnh báo hộp đen đã được thêm vào nhãn raloxifene vào năm 2007 cảnh báo tăng nguy cơ tử vong do đột quỵ cho phụ nữ sau mãn kinh bị bệnh tim mạch vành hoặc tăng nguy cơ mắc các biến cố mạch vành lớn, cũng như tăng nguy cơ huyết khối tĩnh mạch sâu và tắc mạch phổi.. Nguy cơ thuyên tắc huyết khối tĩnh mạch với raloxifene tăng gấp nhiều lần ở phụ nữ mãn kinh (RR = 3,1). Raloxifene có nguy cơ thuyên tắc huyết khối thấp hơn tamoxifen.
Một báo cáo vào tháng 9 năm 2009 từ Cơ quan Nghiên cứu Y tế và Chất lượng của Dịch vụ Y tế và Dịch vụ Nhân sinh cho thấy tamoxifen và raloxifene, được sử dụng để điều trị ung thư vú, làm giảm đáng kể ung thư vú xâm lấn ở phụ nữ trung niên và lớn tuổi, nhưng cũng làm tăng nguy cơ tác dụng phụ.
Một báo cáo trường hợp gần đây của con người vào tháng 7 năm 2016 cho thấy rằng raloxifene trên thực tế, đôi khi cũng kích thích sự phát triển ung thư vú dẫn đến giảm bệnh ung thư vú tiến triển khi ngừng sử dụng thuốc.
Không giống như các SERM khác, chẳng hạn như tamoxifen, raloxifene không có nguy cơ tăng sản tử cung hoặc ung thư nội mạc tử cung (RR = 0,8).

## Dược lý

### Dược lực học
Các hoạt động sinh học của raloxifene phần lớn qua trung gian thông qua liên kết với các thụ thể estrogen. Sự gắn kết này dẫn đến việc kích hoạt các con đường estrogen ở một số mô (chủ nghĩa chủ vận) và phong tỏa các con đường estrogen ở những người khác (đối kháng). Hoạt động chủ vận của nó ở một số thụ thể và hoạt động đối kháng của nó ở những người khác làm cho nó trở thành SERM. Raloxifene dường như hoạt động như một chất chủ vận estrogen trong xương.
Raloxifene đã được tìm thấy để làm mất cân bằng trục tuyến yên của tuyến yên hypothalamic, và do đó làm tăng tổng lượng testosterone ở nam giới. Tuy nhiên, do sự gia tăng đồng thời nồng độ globulin gắn với hormone giới tính, nồng độ testosterone tự do thường không thay đổi.
Raloxifene đã được tìm thấy để làm giảm mức độ yếu tố tăng trưởng 1 giống như insulin ở phụ nữ và nam giới.
Raloxifene đã được tìm thấy có tác dụng estrogen trong mô mỡ ở phụ nữ, thúc đẩy sự thay đổi từ phân phối chất béo android sang phân phối chất béo gynoid ở phụ nữ sau mãn kinh.

### Dược động học
Sự hấp thu của raloxifene là khoảng 60%. Tuy nhiên, do chuyển hóa lần đầu tiên mở rộng, khả dụng sinh học tuyệt đối của raloxifene chỉ là 2,0%.   Raloxifene được hấp thu nhanh chóng từ ruột khi uống. Nồng độ đỉnh của raloxifene trong huyết tương xảy ra 0,5 đến 6   vài giờ sau khi uống
Thể tích phân phối của raloxifene là khoảng 2348 L, và độc lập với liều lượng. Raloxifene được phân phối rộng khắp cơ thể.  Có sự phân phối rộng rãi của raloxifene vào gan, huyết thanh, phổi và thận.  Cả raloxifene và các chất chuyển hóa của nó cho thấy liên kết với protein huyết tương cao (> 95%), bao gồm cả albumin và axit α1 glycoprotein, nhưng không phải với globulin gắn với hormone giới tính.
Raloxifene được chuyển hóa ở gan và trải qua quá trình tái chế enterohepatic. Nó được chuyển hóa độc quyền bởi glucuronid hóa và không được chuyển hóa bởi hệ thống cytochrom P450.  Ít hơn 1% vật liệu phóng xạ trong huyết tương bao gồm raloxifene không liên hợp.  Các chất chuyển hóa của raloxifene bao gồm một số glucuronide.  Nửa đời thải trừ của raloxifene sau một liều duy nhất là 27,7   giờ (1,2   ngày), trong khi thời gian bán hủy của nó ở trạng thái ổn định ở liều 60   mg/ngày là 15,8 đến 86,6   giờ (0,7   ngày), với trung bình 32,5   giờ (1,4   ngày).   Thời gian bán hủy kéo dài của raloxifene được quy cho sự tái tuần hoàn ruột và liên kết với protein huyết tương cao của nó.  Raloxifene và các liên hợp glucuronide của nó được xen kẽ bởi quá trình chuyển hóa thuận nghịch và tái chế enterohepatic, giúp kéo dài thời gian bán hủy của raloxifene bằng đường uống.  Thuốc được phân hủy thành dạng hoạt động của nó trong nhiều loại mô, bao gồm gan, phổi, lá lách, xương, tử cung và thận.
Raloxifene chủ yếu bài tiết trong mật và được loại bỏ trong phân. Dưới 0,2% liều được bài tiết dưới dạng không đổi qua nước tiểu và dưới 6% liều được bài tiết qua nước tiểu dưới dạng liên hợp glucuronide.

## Hóa học
Raloxifene hydrochloride có công thức thực nghiệm C 28 H 27 NO 4 S • HCl, tương ứng với trọng lượng phân tử 510,05 g/mol. Raloxifene hydrochloride là một chất rắn màu trắng nhạt đến vàng nhạt, ít tan trong nước.
Raloxifene là một dẫn xuất của benzothiophene và có cấu trúc khác biệt với các SERM triphenylethylene như tamoxifen, clomifene và toremifene. Đây là SERM benzothiophene duy nhất đã được bán trên thị trường.  Một SERM benzothiophene không được bán trên thị trường là arzoxifene (LY-353381). Bazedoxifene (Duavee, Viviant) và pipendoxifene (ERA-923) có cấu trúc liên quan đến raloxifene nhưng về mặt kỹ thuật không phải là benzothiophenes và thay vào đó là indol.

## Lịch sử
Raloxifene đã được chấp thuận tại Hoa Kỳ để ngăn ngừa loãng xương sau mãn kinh vào năm 1997, điều trị loãng xương sau mãn kinh vào năm 1999, và để ngăn ngừa hoặc giảm nguy cơ ung thư vú ở một số phụ nữ sau mãn kinh vào năm 2007  Nó nhận được chỉ định mồ côi năm 2005.

## Xã hội và văn hoá

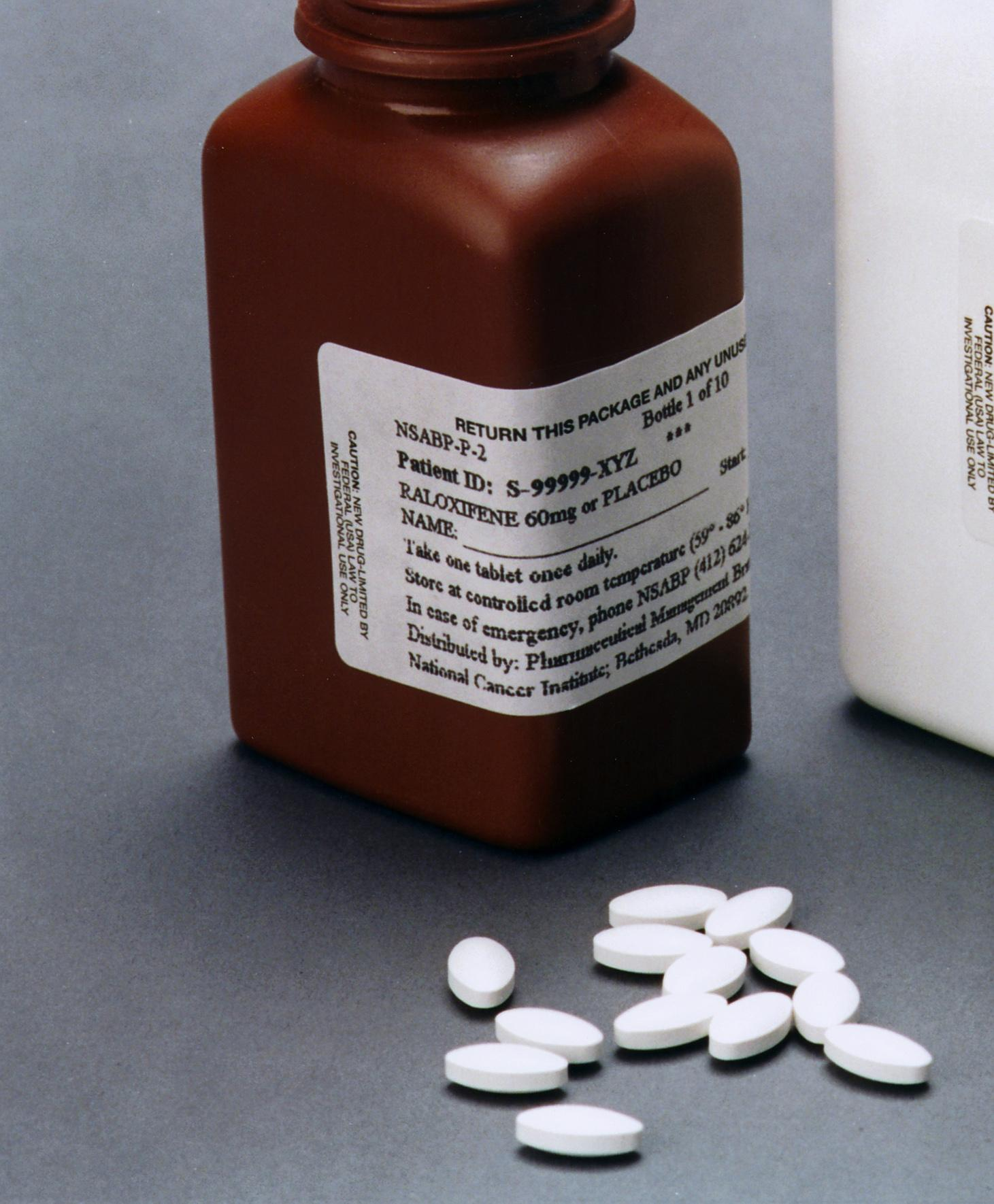
Một chai raloxifene.

### Tên
Raloxifene là tên gốc của thuốc và INN và BAN của nó, trong khi raloxifène là DCF và raloxifene hydrochloride là USAN, BANM và JAN. Nó cũng đã được biết đến với tên keoxifene.
Raloxifene được bán chủ yếu dưới tên thương hiệu Evista và ở mức độ thấp hơn là thương hiệu Optruma. Nó cũng được bán dưới nhiều tên thương hiệu khác nhau ở nhiều quốc gia khác nhau.

### Khả dụng
Raloxifene có mặt rộng rãi trên khắp thế giới, bao gồm ở Hoa Kỳ, Canada, Vương quốc Anh, Ireland, các nơi khác trên khắp Châu Âu, Úc, New Zealand, Nam Phi, Châu Mỹ Latinh, Nam, Đông và Đông Nam Á và các nơi khác trên thế giới chẳng hạn như ở Israel và Ai Cập.
Raloxifene được cung cấp dưới dạng viên nén uống 60 mg.

### Tranh cãi
Một bài xã luận của Lancet Oncology đã chỉ trích cách nghiên cứu về thuốc phòng ngừa ung thư vú được phát hành.

## Nghiên cứu
Raloxifene đã được nghiên cứu ở nam giới cho nhiều mục đích khác nhau, như điều trị tâm thần phân liệt, ung thư tuyến tiền liệt và loãng xương.
Raloxifene đã được nghiên cứu như là một thuốc bổ trợ trong điều trị tâm thần phân liệt ở phụ nữ mãn kinh. Một phân tích tổng hợp năm 2017 đã kết luận rằng nó an toàn và hiệu quả cho chỉ định này, mặc dù các nghiên cứu sâu hơn với  cỡ mẫu lớn hơn là cần thiết để xác nhận.  Nó có thể có hiệu quả ở những phụ nữ có triệu chứng ít nghiêm trọng hơn.